# Andreas Margara
Andreas Margara (né en 1983 à Heidelberg) est un historien et journaliste allemand.

## Biographie
Après le baccalauréat, Margara étudie l'histoire, la politique et l'américanisme dans les universités de Mannheim et Heidelberg. Il reçoit son doctorat en 2022 à Munich, sous la direction de Marc Frey, sa thèse porte sur l'histoire de les relations germano-vietnamiennes.
En 2012, il publie sa monographie Der Amerikanische Krieg: Erinnerungskultur in Vietnam, qui traite de la guerre du Viêt Nam dans une perspective vietnamienne.
Son principal domaine d'intérêt est l'Extrême-Orient. Margara a publié des rapports d'Asie du Sud-Est au pour le compte de lInstitut Goethe, du Spiegel Online et du Die Tageszeitung.
Pour Arte, Margara entreprend un tournage de film pour la production À la découverte du Vietnam en tant qu'historien en 2019.
Il travaille comme porte-parole à la Popakademie Baden-Württemberg jusqu'en 2020.

## Œuvres (sélection)
- (de) Khmer-Rouge-Tribunal und die Aufarbeitung des Völkermords in Kambodscha, Heidelberg, German Institute of Global and Area Studies (GIGA), 2009, 48 p. (lire en ligne).
- (de) Der Amerikanische Krieg: Erinnerungskultur in Vietnam, Berlin, Regiospectra, 2012, 154 p. (ISBN 978-3-9401-3248-2).
- (de) « Saigon und die Spuren des Krieges - Arbeitsgemeinschaft für Pazifische Studien, Pazifik Forum Band 14 », dans Michael Waibel (dir.), Ho Chi Minh Mega-city, Berlin, Paperback, 2013, 272 p. (ISBN 978-3-9401-3255-0), p. 13–44.
- (de) Geteiltes Land, geteiltes Leid. Geschichte der deutsch-vietnamesischen Beziehungen von 1945 bis zur Gegenwart, Berlin, Regiospectra, 2022, 320 p. (ISBN 978-3-9477-2962-3).